# Ан дьо Божьо
Ан дьо Божьо (на френски: Anne de Beaujeu; * 3 април 1461, Женап, Брабант, дн. в Белгия; † 14 ноември 1522, Шантел, Франция) е френска принцеса, дъщеря на Луи XI и Шарлот Савойска. Според волята на баща си става регентка на своя по-малък брат, непълнолетния крал Шарл VIII.

## Живот

### Произход
Ан е родена в замъка Женап в Брабант. Тя е най-голямата оцеляла дъщеря на Луи XI. Ан е тъмнокоса, с високо чело, фино-извити вежди. Има остър, надменен нос, тънки устни, тънки ръце, и „стои изправена като копие“.

### Брак с Пиер II дьо Бурбон
Крал Луи търси съпруг за дъщеря си. Сред многочислените „принцове на лилиите“, членове на кралския дом, Луи XI се спира на 35-годишния свой братовчед Пиер дьо Бурбон, който е неженен. Тогава принцеса Ан навършва едва 12 г. Сватбата се провежда през ноември 1473 г. близо до Блоа в църквата на Мон Ришар.

#### Оценка на Луи за Ан
„Тя – най-малко глупавата от всички жени на Франция, защото на съдбата не било изгодно да ме запознае с нито една умна“ – казва крал Луи за нея. „Най-хитрата и проницателна жена от всички, живели през различни времена“, „надарена с тънък и проницателен ум, и във всичко е истинско подобие на своя баща“ – така я характеризира съвременникът и Брантом.
Ан дълго време е доверено лице на своя баща, който се възхищава от нейния политически нюх, находчивост, хитрост. Именно на нея кралят възлага охраната на дофина Шарл, своя късно роден син, комуто предстои след време да наследи „най-прекрасното кралство на земята“.

### Регентство
След смъртта на Луи XI през 1483 г. престолонаследникът Шарл е 13-годишен и според френските закони, които фиксират по онова време кралското пълнолетие на 14 г., не е достигнал необходимата зрелост, за да управлява самостоятелно. Неговата по-голяма сестра Ан дьо Божьо, 22-годишна по това време, заедно със съпруга си Пиер дьо Божьо, става негов регент от 1483 до 1491 г.
Ан и нейният мъж Пиер дьо Божьо, идвайки на власт, се сблъскват с опозиционно движение на аристокрацията, оглавено от първия принц по кръв – Луи Орлеански. Един от членовете на тази групировка е и Филип дьо Комин, подробно описващ събитията от тези години в своите мемоари. Макар Ан дьо Божьо и нейният съпруг да са регенти по изрична устна предсмъртна воля на Луи XI, Луи Орлеански и неговите съратници считат предаденото регентство за съвършено незаконно. Филип дьо Комин слага акцент на това, че бунтът на аристокрацията е предизвикан не от недоволство към политиката на краля и е насочен не против краля. „Нима принцовете и поданиците са вдигнали оръжие против своя млад крал? Пожелали са някой друг? Или са поискали да му отнемат властта?…Всичко е направено заради точно обратното…“. Комин подчертава, че причина за недоволството е политиката, провеждана от регентите Пиер и Ан дьо Божьо, и именно против тях е застанала аристокрацията, поддържаща „законния“ регент Луи Орлеански.
Когато умира херцог Франсоа II Бретански, той е наследен от своята дъщеря – 11-годишната Анна Бретанска. Анна предлага ръката си на император Максимилиан I и той се жени за нея задочно. Но Ан дьо Божьо свиква събрание от богослови и юристи; те обявяват този брак за недействителен и Шарл VIII е претендент за ръката на херцогинята на Бретан. Ан дьо Божьо съумява да привлече на своя страна бретонското дворянство и херцог Луи Орлеански: Ла Тремой нахлува в Бретан с армия и херцогиня Анна Бретанска е принудена да се съгласи на този брак.
Така Ан дьо Божьо урежда брака на крал Шарл с Анна Бретанска през 1491 г., с което завършва започнатото от баща ѝ дело за териториално обединение на кралството, подготвяйки по такъв начин присъединяването на Херцогство Бретан към френската корона.
Ан има влияние над децата на аристокрацията включително над Диана дьо Поатие и Луиза Савойска. Тя инструктира например младите хора от кралския двор да спазват изискани нрави, като например да не бършат с пръсти носовете си, а да правят това с парче плат. Луиза Савойска впоследствие използва наученото като става регентка на сина си, крал Франсоа I на два пъти.

### Писателка
Освен като политик Ан дьо Божьо се изявява и като писателка. Тя е автор на „За образованието на дъщеря ми“, наръчник за обучението на младите аристократки от тази епоха, както и на „Историята на обсадата на Брест“, литературна творба, в която действието се развива по време на Стогодишната война.

## Брак и деца
От брака си с Пиер дьо Божьо Ан има 2 деца:
- Шарл, граф на Клермон (* 1476 † 1498);
- Сузана (* 1491 † 1521), омъжена за Шарл III дьо Бурбон (* 1490 † 1527), граф на Монпансе, после херцог дьо Бурбон, конетабъл на Франция

## В изкуството
Ан Божьо и Пиер II дьо Божьо са изобразени на Муленски триптих от неизвестен придворен художник около 1500 г. Триптихът е изпълнен по поръчка на херцог Пиер II и неговата съпруга Ан Френска за Колегиалната църква в Мулен или, по мнение други изкуствоведи, за личния параклис на херцозите.
На централната секция на триптиха е изобразена Дева Мария с Младенеца, а на двете други секции са изобразени дарителите, стоящи на колене в присъствие на своите светии покровители. Редом с херцог Пиер II дьо Бурбон е изобразен свети Петър, а редом с молещите се Ан Френска и дъщеря и Сюзан дьо Бурбон – света Ана. Централната част на триптиха представлява „Дева Мария в слава“ („Коронясването на Богородица“).